# Тема (фильм)
«Тема» — советский художественный драматический фильм режиссёра Глеба Панфилова. Главную роль исполняет Михаил Ульянов.
Фильм снят в 1979 году, но из-за цензурных преград авторский вариант фильма был выпущен только в 1986 году. Этим и объясняется тот факт, что главного приза Берлинского кинофестиваля «Золотого медведя» он был удостоен только в 1987 году.

## Сюжет
Популярный драматург Ким Есенин (Михаил Ульянов) приезжает с любовницей (Наталья Селезнёва) и другом Игорем (Евгений Весник) на собственной «Волге» в небольшой старинный город под Владимиром в поисках вдохновения для новой пьесы. Осознавая свою бездарность и ангажированность, Есенин переживает духовный кризис. В Суздале он живёт у знакомой Игоря — старой учительницы Марии Александровны (Евгения Нечаева). Ким пытается добиться расположения искусствоведа и экскурсовода местного музея Саши (Инна Чурикова), ученицы Марии Александровны. Будучи школьницей, Саша увлекалась творчеством Есенина, но прошли годы, и она разочаровалась в нём. Вечером на ужине у Марии Александровны Саша прямо говорит Есенину о бесталанности его пьес. Ким возмущается и обижается, но признаёт, что Саша права.
Саша пишет книгу о местном поэте Чижикове, прообразом которого стал палехский поэт Балдёнков. Она приглашает Есенина на местное кладбище, чтобы рассказать тому о Чижикове и показать несколько эпитафий его сочинения.
Позже Есенин, зайдя к Саше домой, оказывается случайным свидетелем её прощального разговора с возлюбленным — «Бородатым» (Станислав Любшин). «Бородатый», разочаровавшийся учёный и писатель, подрабатывающий могильщиком, собирается эмигрировать в США. Бурная сцена между Сашей и «Бородатым» — та не согласилась ехать с ним и пыталась отговорить от эмиграции — окончилась его уходом. Потрясённая Саша теряет сознание. Ким, никем не замеченный, покидает её квартиру и уезжает на машине из города.
Сначала Ким решил уехать в Москву, но на полпути передумывает, ругает себя за то, что оставил Сашу, и поворачивает обратно. Не справившись с управлением на скользкой дороге, он разбивает машину. В финальной сцене, сильно раненый, он добирается до телефонной будки и звонит Саше. Так и не успевая ей сказать ничего конкретного, Есенин теряет сознание. Проезжающий мимо младший лейтенант Синицын (Сергей Никоненко) переносит его в мотоцикл с коляской — этим кадром картина заканчивается. Дальнейшая судьба Есенина неизвестна.

## В ролях
- Михаил Ульянов — Ким Алексеевич Есенин
- Инна Чурикова — Саша Николаева
- Евгений Весник — Игорь Иванович Пащин
- Евгения Нечаева — Мария Александровна
- Сергей Никоненко — младший лейтенант милиции Юрий Синицын
- Наталья Селезнёва — Светлана
- Станислав Любшин — Андрей

## Съёмочная группа
- Авторы сценария: Глеб Панфилов и Александр Червинский
- Режиссёр-постановщик: Глеб Панфилов
- Оператор-постановщик: Леонид Калашников
- Художник-постановщик: Марксэн Гаухман-Свердлов
- Композитор: Вадим Биберган
- Редактор: Ирина Сергиевская
- Автор и исполнитель песни: Толя Панфилов и ансамбль «Апельсин»
- В фильме использованы стихи и дневниковые записи крестьянского поэта А. Е. Балдёнкова (в фильме — А. Е. Чижикова) из посёлка Палех.

## Создание
В 1978 году руководство Госкино приступило к поискам режиссёра, который возьмётся за художественный фильм, разоблачающий диссидентов и эмигрантов. От предложения отказались Никита Михалков и Николай Губенко. В результате чиновники уговорили Глеба Панфилова, согласившегося только при условии, что сценарий вместе с ним напишет его друг Александр Червинский.
Выбирая актёра на главную роль, драматурга Кима Есенина, Панфилов колебался и многим отказывал. В частности, одним из ключевых претендентов на это место был Иннокентий Смоктуновский, но режиссёр посчитал это «слишком поверхностным решением». Также рассматривалась кандидатура Алексея Баталова. Но в итоге был утверждён Михаил Ульянов, который невероятно удивился тому, что Панфилов выбрал именно его.
По мнению авторов «Энциклопедии Кирилла и Мефодия», «Михаил Ульянов, заменивший Баталова в последний момент, привнёс громадную внутреннюю силу, однако не сумел органично вписаться в гениально выстроенный контекст сценария». Впрочем, это спорный вывод; многие, напротив, считают участие Михаила Ульянова главной удачей фильма.

## Премьера
Ким Есенин затрагивает не только писательский, но — много шире! — социальный синдром. Это картина про человека, который хочет казаться лучше, чем он есть, не отставать от времени, внешне соответствуя ему. «Казаться», а не «быть», отстаивать и пыжиться — вот о чём эта картина, и в ней прямо говорится: явление очень опасно.
В августе 1979 года, незадолго до 11-го Московского кинофестиваля, в кинокругах заговорили о том, что режиссёр Глеб Панфилов завершил работу над новой неоднозначной картиной. И действительно, режиссёр наконец закончил съёмки «Темы» и на закрытый просмотр созвал ближайших друзей. Вслед за этим последовали письма в ЦК КПСС, критикующие фильм, и его показы членам Политбюро. В результате «Тему» «положили на полку».
Летом 1981 года состоялся закрытый показ ленты на 12-м ММКФ, но и там она не вызвала никакого восторга (в частности, и у присутствующих иностранцев). Произошло это из-за её многократных переделок и переработок: финал был подчистую изменён, в первоначальном варианте Есенин всё-таки умирал после злополучной аварии, но в то время в геронтократической стране старались избегать разговоров о смерти. Чтобы спасти свой фильм, Панфилов снял несколько более-менее благополучных концовок.
Невзирая на искренние намерения председателя Госкино Филиппа Ермаша «протолкнуть» фильм на экран, зрители ничего не знали о нём вплоть до 17 июня 1986 года — дня, когда состоялась долгожданная премьера в московском Доме кино. Мнения разделились: критики практически единодушно давали «Теме» положительные оценки, простым же зрителям фильм показался чересчур мудрёным. К примеру, Юрий Нагибин и Евгений Евтушенко заявили, что не знают таких писателей, как Ким Есенин. Кроме того, некоторые находки, которые могли заинтересовать широкие массы, были уже разобраны по другим фильмам, например, незабываемый образ честного инспектора ГАИ в исполнении Сергея Никоненко. Как позже рассказывал Панфилов, в разговоре с ним Евтушенко предсказал картине трудную прокатную судьбу ещё до её выхода на экраны.
20 февраля 1987 года открылся 37-й Берлинский Международный кинофестиваль. С того момента, как была объявлена официальная конкурсная программа, в которую вошла и «Тема», фильм считался одним из ключевых претендентов на главный приз — «Золотого медведя». Показ ленты вызвал большой ажиотаж, Панфилов постоянно давал интервью. И хотя в жюри фестиваля (во главе с австрийским актёром Клаусом Марией Брандауэром) разгорелись серьёзные дискуссии, 3 марта статуэтка «Золотого медведя» всё же уехала в СССР. «Тема» была признана лучшим фильмом Берлинале 1987 года.

## Призы
- 1986 — премия Гильдии сценаристов Союза кинематографистов СССР (Глеб Панфилов, Александр Червинский).
- 1987 — четыре приза Берлинского кинофестиваля: «Золотой медведь», приз ФИПРЕССИ, приз CICAE (международной конфедерации арт-хаус фильмов), приз Евангелической церкви.